# Emmanuel Régis
Emmanuel Régis, né le 29 avril 1855 à Auterive en Haute-Garonne et mort à Bordeaux le 21 juin 1918, est un psychiatre français. 

## Biographie
Emmanuel Régis fait ses études de médecine à Paris et devient médecin adjoint à l'hôpital Saint-Anne. Il est chargé de cours en 1892 à la faculté de médecine de Bordeaux à la demande d'Albert Pitres et nommé titulaire de la chaire de pathologie mentale de 1913, fonction qu'il occupe jusqu'à sa mort en 1918. Il s'intéresse particulièrement à la psychologie criminelle et aux maladies mentales.
Il s'intéresse aux théories freudiennes sur lesquelles il portera en définitive un jugement négatif, mais il lit avec Angelo Hesnard et le frère de celui-ci, germaniste, les œuvres complètes de Freud en allemand, lecture qui aboutit à un article, « La doctrine de Freud et de son école », publié dans L'Encéphale en 1913 et un ouvrage, La Psychoanalyse des névroses et des psychoses, en 1914.
Il est créateur de la neuropsychiatrie militaire de la Marine dans les années 1910[source insuffisante].

## Publications
- Les Troubles de la personnalité dans les états d'asthénie psychique, Paris, 1909
- La dromomanie de Jean-Jacques Rousseau, Paris, 1910 (lire en ligne)
- La Psychoanalyse des névroses et des psychoses, ses applications médicales et extra-médicales, éd. Alcan, Paris, 1914
- Article avec Hesnard dans Jules de La Vaissière, Psychologie pédagogique : l'enfant, l'adolescent, le jeune homme (3e édition), 1916

## Hommages et distinctions
Il est fait chevalier de la Légion d'honneur en 1903.
Une unité de l'hôpital Charles-Perrens de Bordeaux porte son nom.[réf. nécessaire]